# Labège
Labège là một xã thuộc tỉnh Haute-Garonne trong vùng Occitanie tây nam nước Pháp. Xã này nằm ở khu vực có độ cao trung bình 156 mét trên mực nước biển.
Dân số năm 1999 là 3152 người.

## Di tích

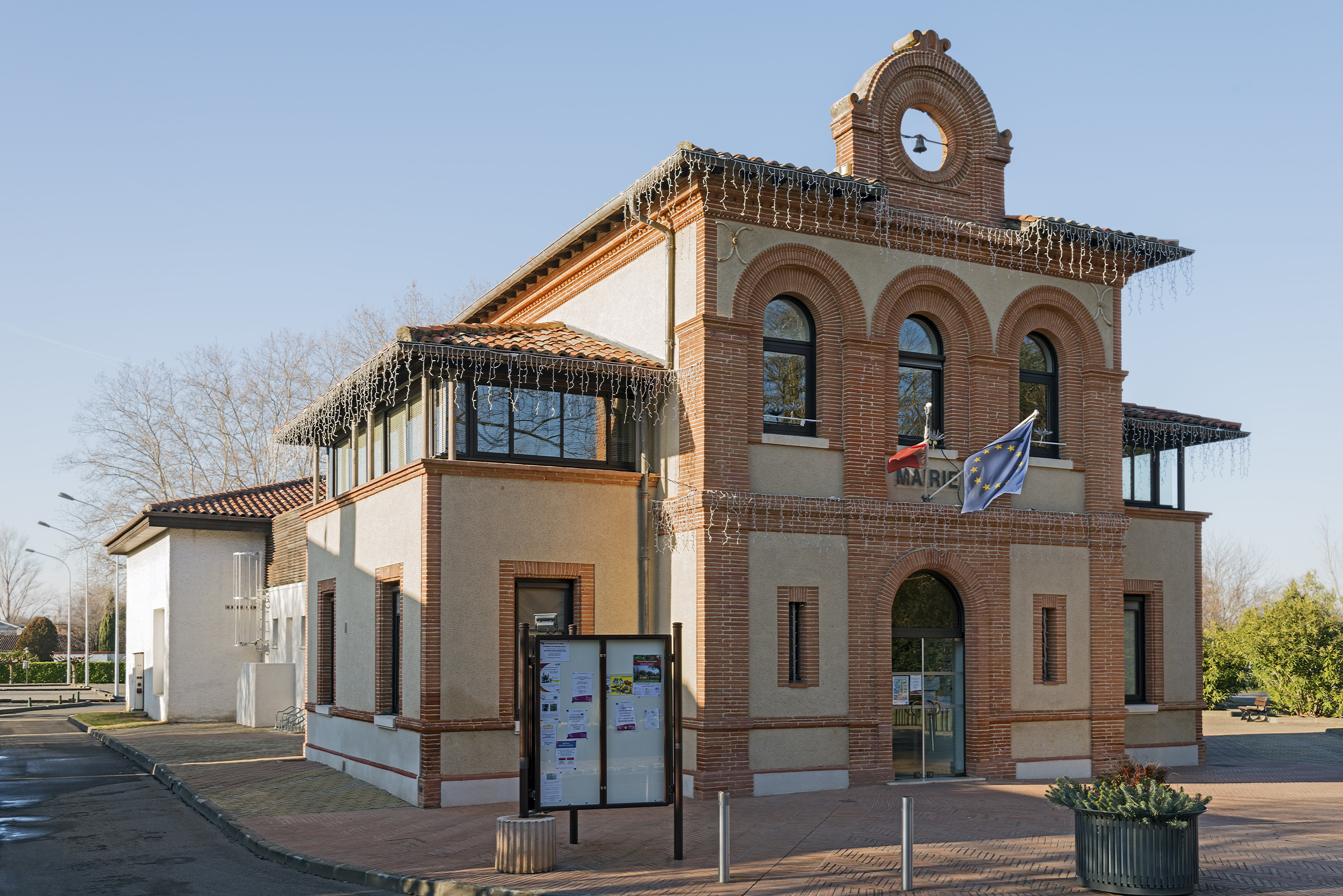
Toà thị chính
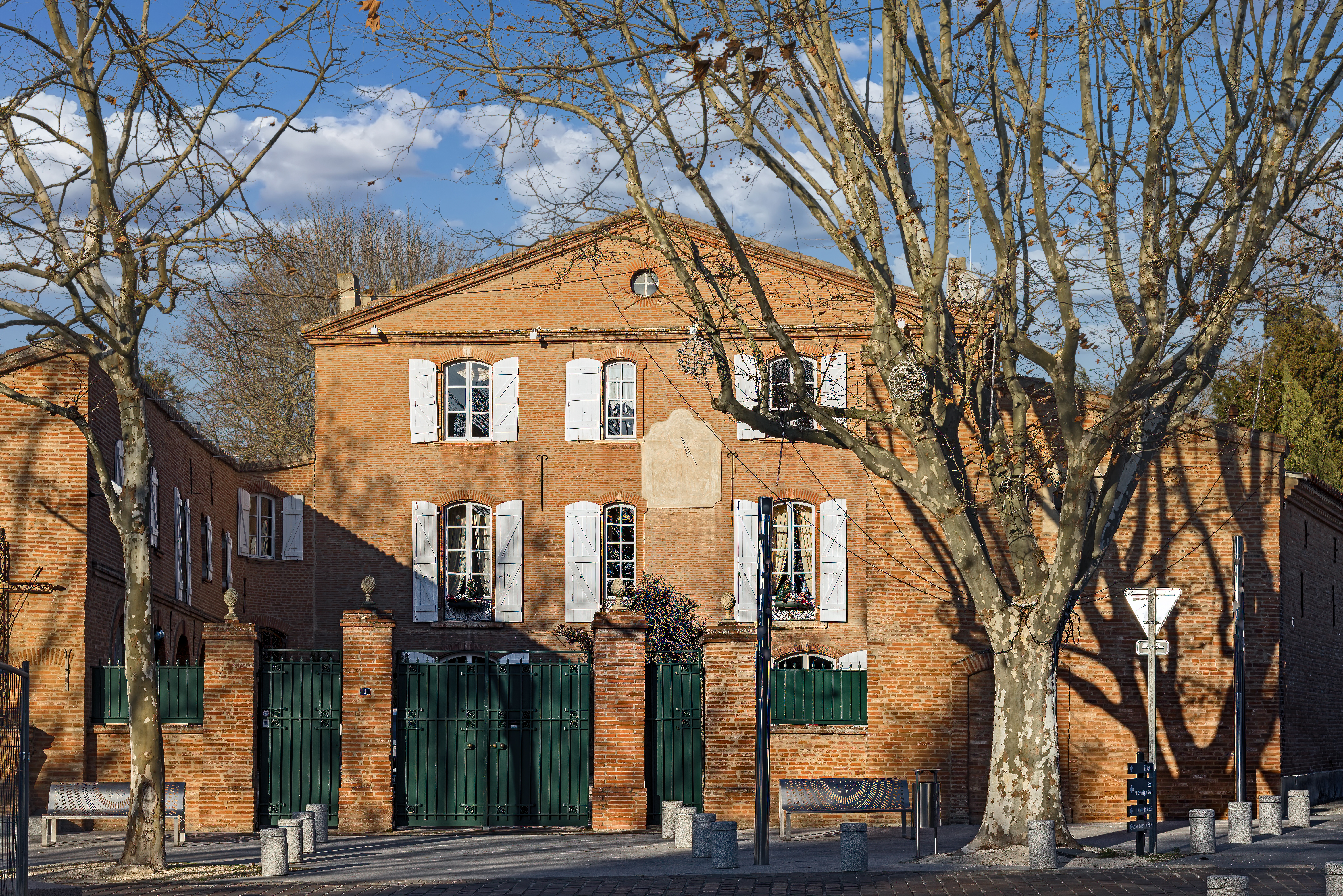
Nhà của lãnh chúa
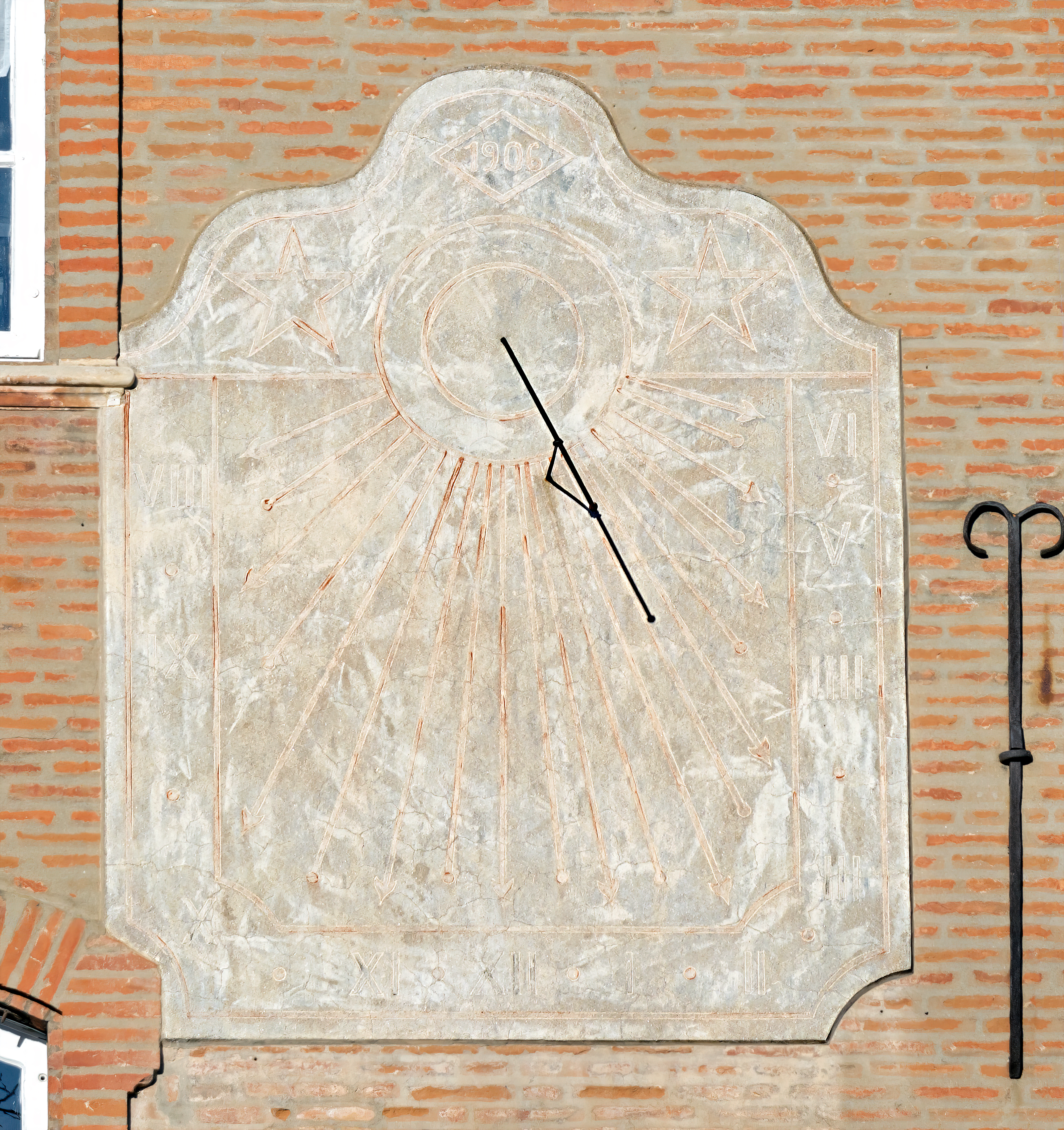
hồ mặt trời 1906
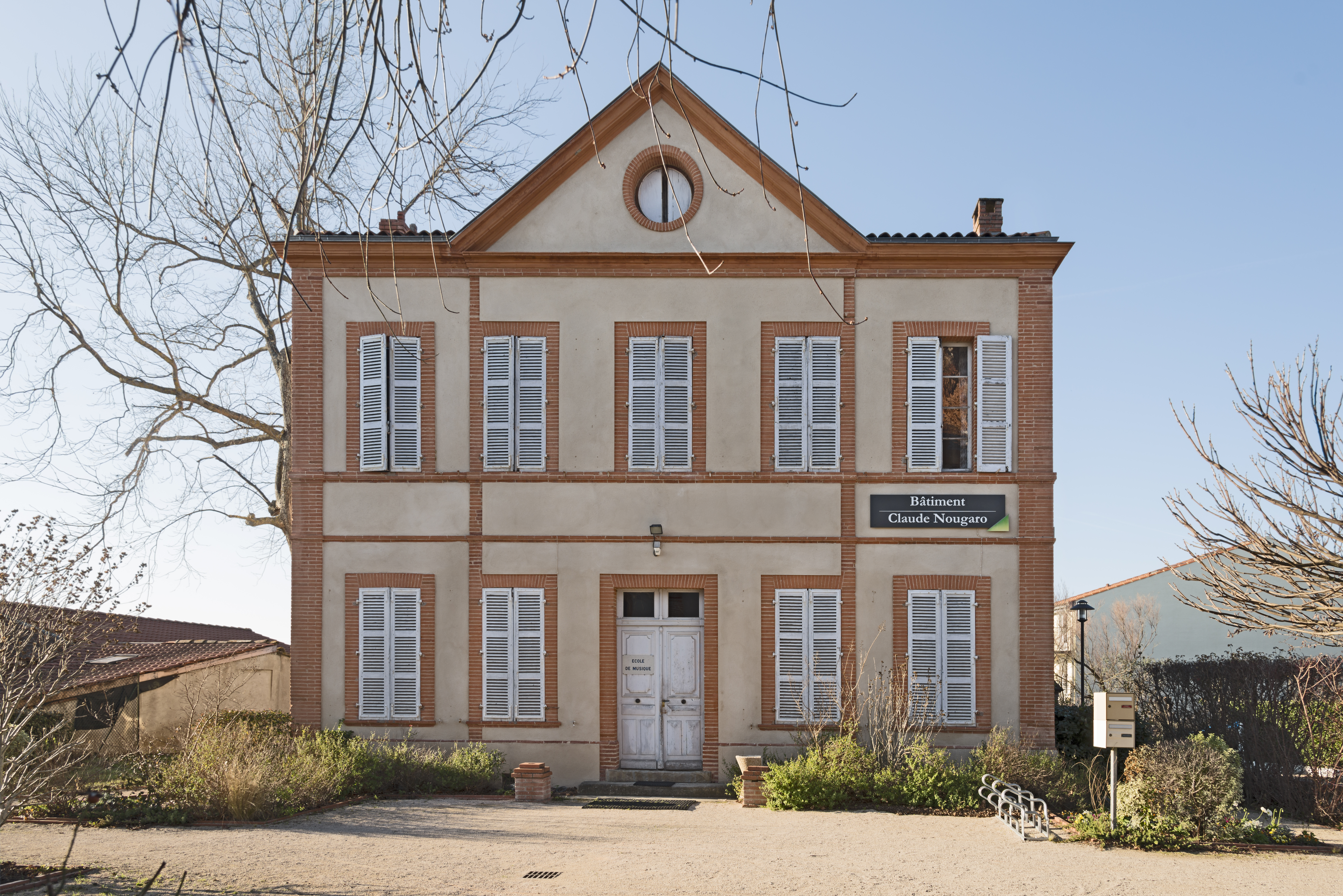
Trường âm nhạc Claude Nougaro
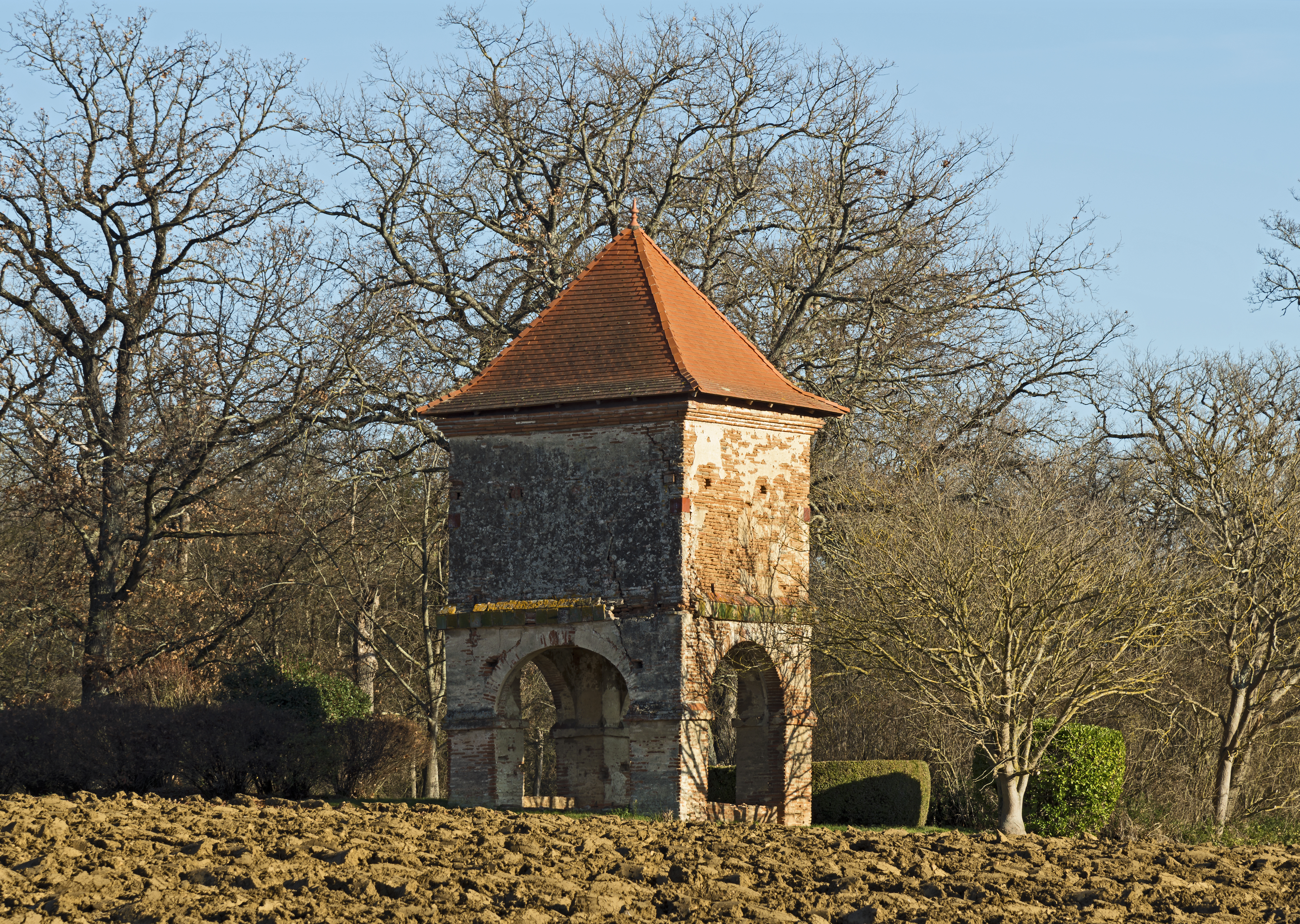
Lồng bồ câu Bouysset.
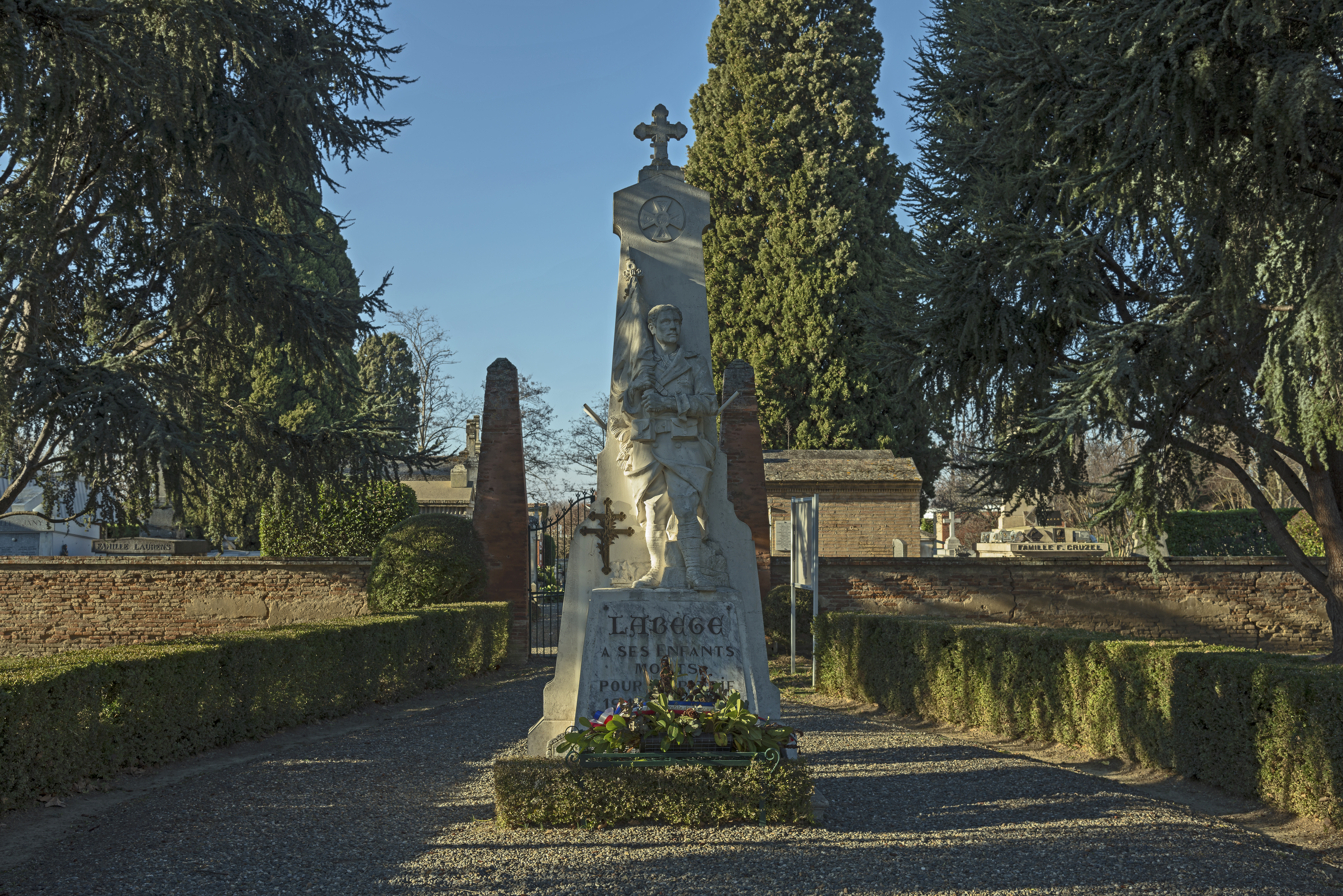
Đài tưởng niệm Chiến tranh